# Hypotheekstelsel
Het hypotheekstelsel is in België een door de Hypotheekwet van 16 december 1851 ingevoerd instrument dat zorgt voor de centralisatie betreffende de burgerrechtelijke informatie over onroerende goederen. Aan de hand van het hypotheekstelsel maakt men de meeste verrichtingen met betrekking tot onroerende goederen bekend. 
De Hypotheekbewaring is de instelling die instaat voor de verdere uitwerking van het hypotheekstelsel. Zodoende worden o.a. toekenningen van hypotheekrechten in publiek toegankelijke registers opgenomen. De Hypotheekbewaring wordt arrondissementeel georganiseerd en staat onder toezicht, leiding en verantwoordelijkheid van een hoofdambtenaar van FOD Financiën. De bewaarde informatie is publiek toegankelijk waardoor iedere persoon, mits retributie, deze informatie kan opgevraagd. De hypotheekbewaarder certifieert deze informatie dan.
De gegevens m.b.t. onroerende goederen worden opgenomen op basis van de identiteit van de eigenaar (personele registratie), waardoor het onmogelijk is om informatie op te vragen over een onroerend goed door enkel de ligging en adres ervan te vermelden. 
Enkel authentieke akten worden aanvaard ter overschrijving in de registers.
Aanvankelijk werd enkel informatie over onroerende goederen opgenomen. Vandaag strekt de registratie zich ook uit tot schepen (door het scheepshypotheekkantoor te Antwerpen) en handelszaken in het kader van de inpandgeving ervan.